# Helotium immarginatum
Helotium immarginatum är en svampart som beskrevs av P. Karst. 1871. Helotium immarginatum ingår i släktet Helotium och familjen Helotiaceae.   Inga underarter finns listade i Catalogue of Life.